# فرست‌دیبس
فرست‌دیبس (انگلیسی: 1stdibs) شرکت تجارت الکترونیک آمریکایی فرانسوی است، که در سال ۲۰۰۰ تأسیس شد.